# جرج مکای
جورج مک کی (به انگلیسی: George MacKay) (زادهٔ ۱۳ مارس ۱۹۹۲) یک بازیگر سینما و تلویزیون بریتانیایی است.

## زندگی و حرفه
مکای در لندن، انگلستان زاده شد. او بزرگ‌ترین فرزند خانواده است و یک خواهر دارد. او در ۱۹۹۷ در سن پنج سالگی با کارگردانی و بازی در نقش اصلی نمایش پیتر و گرگ که به همراه دوستانش آن را اجرا کرده‌بود، استعدادش در بازیگری را نشان داد. در سال ۲۰۰۳ پس از آنکه توسط یک استعدادیاب بازیگری کشف شد در فیلم پیتر پن در نقش کرلی بازی کرد و اینچنین وارد سینما شد. او مدتی بعد نقش‌های کوچکی را در یک قسمت سریال رز و مالونی و تله‌فیلم ردپاها در برف ایفا کرد. مکای در سیزده سالگی بازی موفقی در فیلم اقتباسی لرد سارق داشت. در سال ۲۰۰۶ در نقش اصلی درام محصول بی‌بی‌سی با نام جانی و بمب به بازی پرداخت.
در سال ۲۰۰۸ در فیلم مقاومت، در نقش کوچک‌ترین برادر بیلسکی و در ۲۰۰۹ در بازگشت پسرها در نقش هری نقش‌آفرینی کرد.
او در حال حاضر همراه با خانواده‌اش در لندن زندگی می‌کند.

## فیلم‌شناسی
- جانور (۲۰۲۳)
- مونیخ – لبه جنگ (۲۰۲۱)
- ترفند (۲۰۲۱)
- ۱۹۱۷ (۲۰۱۹)
- تاریخچه حقیقی دار و دسته کلی (۲۰۱۹)
- جایی که دست‌ها لمس می‌کنند (۲۰۱۸)
- اوفلیا (۲۰۱۸)
- کاپیتان خارق‌العاده (۲۰۱۶)
- غرور (۲۰۱۴)
- حالا چه‌طور زندگی می‌کنم (۲۰۱۳)
- بهترین مردان (۲۰۱۲) - ویلیام هیث
- بسیار عالی (۲۰۱۱)
- بازگشت پسرها (۲۰۰۹) - هری
- دعوت به جنگ (۲۰۰۸) - آرون
- مغازه عتیقه فروشی (۲۰۰۷) - کیت
- سونامی: پیامد (۲۰۰۶، تلویزیونی) - آدام
- جانی و بمب (۲۰۰۶، تلویزیونی) - جانی
- لرد سارق (۲۰۰۶) - ریچو
- ردپاها در برف (۲۰۰۵، تلویزیونی) - ناتان
- رز و مالونی (۲۰۰۴، ۱ قسمت) - یانگ
- پیتر پن (۲۰۰۳) - کرلی